# 이비론 수도원

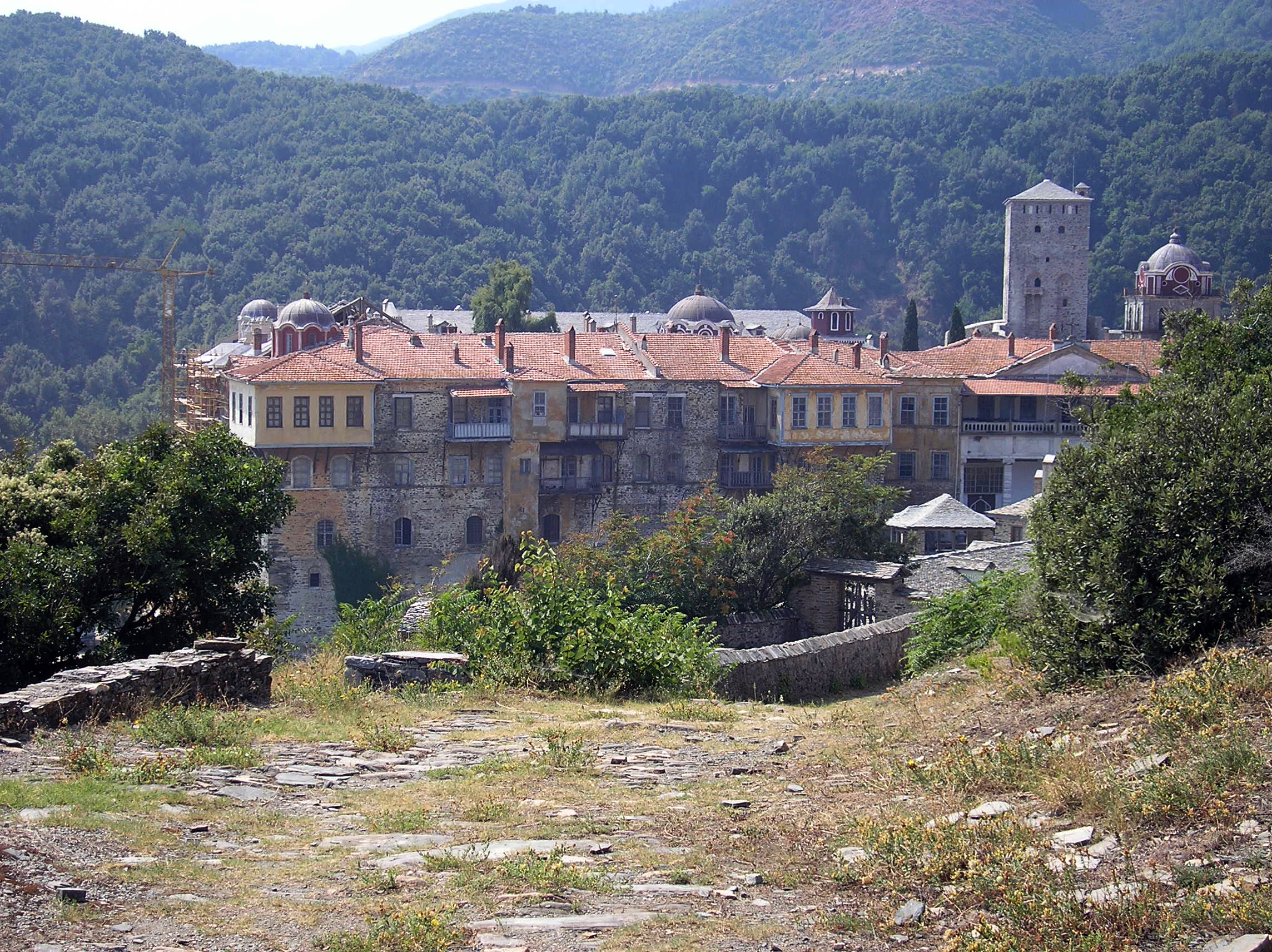
성 이비론 수도원과 스타브로니키타 수도원을 연결하는 길에서 보이는 성 이비론 수도원

성 이비론 수도원(그리스어: Ιερα Μονή Ιβήρων, 조지아어: ივერთა მონასტერი)는 그리스의 아토스 산 수도원 자치 지역에 있는 동방 정교회의 수도원이다. 이비론 수도원은 이베리아의 요한과 토르니키오스의 감독하에서 980년~983년에 건축되었고 이베리아 출신의 성직자들과 사제들에게 주거를 제공했다.

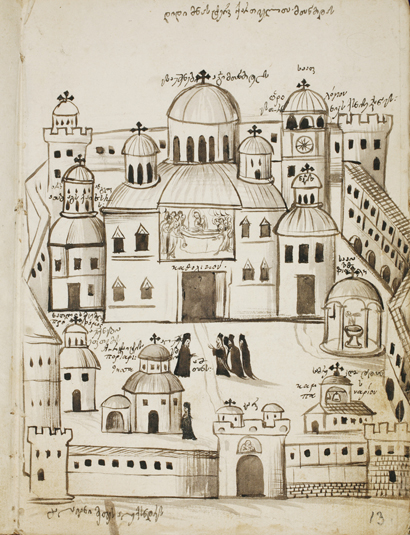
18세기의 이베론. 조지아의 여행작가 티모테 가바시빌리 그림.

과거에, 이 수도원의 이베리아인 수사들중 일부는 칼케도니아의 아르메니아인들이었다.
이 수도원은 아토스 산의 수도원들의 위계에서 3위에 위치해 있다. 이비론 수도원의 도서관에는 2,000권의 필사본들과, 15권의 전례서 두루마리들, 20,000여권의 책들이 있다. 대부분의 책들은 조지아어, 그리스어, 히브리어와 라틴어로 되어있다.
이비론의 이름은 그 수도원의 총괄 건축가인 요한이 떠나온 고대 조지아 왕국의 이베리아에서 유래했다.
이 수도원에는 아토스산의 다른 어떤 수도원들보다 더 많이 시성된 성인들의 유물들이 있다. 유명한 9세기의 성화상인 파나기아 포르타이티사 또한 이비론에 위치해 있다.
수도원에는 약 30명의 근무 수사들과 수련 수사들이 있다.

## 중요 인물들
- 토르니키오스( ~985년)
- 이베리아의 요한(~1002년경)
- 아토스의 에우티미우스(955~1028년경)
- 성산 아토스의 조지(1009~1065년)